# Concordienorden
Der Concordienorden wurde durch Fürstprimas und Großherzog von Frankfurt Karl Theodor von Dalberg am 5. Februar 1813 als Zivil- und Militärorden gestiftet.

## Ordensklassen
Der Orden bestand aus drei Klassen und die Anzahl der lebenden Mitglieder war beschränkt:
- Großkreuz auf 12 Mitglieder
- Kommandeur auf 24 Mitglieder
- Ritter auf 24 Mitglieder

## Ordensdekoration
Das Ordenszeichen ist goldenes achtspitziges Kreuz, in dessen Medaillon auf der Vorderseite über zwei sich kreuzenden, zusammengebundenen Palmzweigen, zwei aus Wolken kommende, in Sonnenstrahlen sich vereinigende Hände, über welchen CONCORDIA steht, zu sehen ist. Die Rückseite zeigt auf einem Hermelinmantel liegend das gekrönte Wappen des Großherzogtums.
Das Ordensband ist weiß mit pounceroten Seitenstreifen und kleinem weißen Rand.

## Verleihungen
Aufgrund der kurzen Existenz des Ordens kam es nur zu wenigen Verleihungen. Es lassen sich 18 Verleihungen des Großkreuzes, zwanzig der Kommandeur- und 25 der Ritter-Klasse dokumentieren. Inhaber des Großkreuzes war bspw. der Minister Franz Joseph von Albini.